# 戰鬥霰彈槍
戰鬥霰彈槍（英語：combat shotgun）是被設計用於進攻的霰彈槍，通常是由軍隊及特種警察所使用。
最早設計用來戰鬥的霰彈槍是一戰時的壕溝霰彈槍（其實早在美菲戰爭時就已經有投入使用）。在有限的射程內，霰彈槍射出的複數投射物是其他輕武器所無法比拟的。然而卻也因為使用霰彈槍會有機會把人體打至變形甚至直接打碎，有著違反海牙公約的嫌疑，一戰時的同盟國皆曾向使用霰彈槍的協約國（主要是美國）軍隊提出強烈抗議。而在加里波利戰役的塹壕戰當中，隸屬澳大利亞第五輕騎兵團的史蒂芬.米奇利少將就曾使用一支槍身鋸短的雙管霰彈槍來領導他的軍隊。有一次戰役當中，米奇利以霰彈槍把一名土耳其士兵打至血肉模糊的事被得知後，土耳其當局投訴並抱怨他所使用的槍械並不是符合國際法的「戰爭武器」，導致澳大利亞軍方高層就隨即以「為了符合國際法」的理由而下令士兵停止使用獵槍並更換為傳統步槍和刺刀。